# Liste der Baudenkmale in Lemförde
In der Liste der Baudenkmale in Lemförde sind alle Baudenkmale der niedersächsischen Gemeinde Lemförde aufgelistet. Die Quelle der Baudenkmale ist der Denkmalatlas Niedersachsen. Der Stand der Liste ist der 3. April 2021.

## Allgemein
In den Spalten befinden sich folgende Informationen:
- Lage: die Adresse des Baudenkmales und die geographischen Koordinaten. Kartenansicht, um Koordinaten zu setzen. In der Kartenansicht sind Baudenkmale ohne Koordinaten mit einem roten Marker dargestellt und können in der Karte gesetzt werden. Baudenkmale ohne Bild sind mit einem blauen Marker gekennzeichnet, Baudenkmale mit Bild mit einem grünen Marker.
- Bezeichnung: Bezeichnung des Baudenkmales
- Beschreibung: die Beschreibung des Baudenkmales. Unter § 3 Abs. 2 NDSchG werden Einzeldenkmale und unter § 3 Abs. 3 NDSchG Gruppen baulicher Anlagen und deren Bestandteile ausgewiesen.
- ID: die Objekt-ID des Baudenkmales
- Bild: ein Bild des Baudenkmales, ggf. zusätzlich mit einem Link zu weiteren Fotos des Baudenkmals im Medienarchiv Wikimedia Commons. Wenn man auf das Kamerasymbol klickt, können Fotos zu Baudenkmalen aus dieser Liste hochgeladen werden:

## Lemförde

### Gruppe: Amtshof Lemförde
Die Gruppe „Amtshof Lemförde“ hat die ID 34627759.

| Lage                                       | Bezeichnung              | Beschreibung                       | ID       | Bild |
| ------------------------------------------ | ------------------------ | ---------------------------------- | -------- | ---- |
| Hauptstraße 52° 28′ 6″ N, 8° 22′ 31″ O     | Burg                     |                                    | 34436911 | BW   |
| Hauptstraße 74 52° 28′ 8″ N, 8° 22′ 35″ O  | Wohn-/Wirtschaftsgebäude | Bücherei, ehemaliges Haus Gronwech | 34437556 | BW   |
| Hauptstraße 80 52° 28′ 6″ N, 8° 22′ 34″ O  | Amtshaus                 |                                    | 34437120 |      |
| Hauptstraße 80a 52° 28′ 5″ N, 8° 22′ 34″ O | Wirtschaftsgebäude       |                                    | 34437259 | BW   |
| Hauptstraße 80b 52° 28′ 4″ N, 8° 22′ 34″ O | Wirtschaftsgebäude       |                                    | 34437144 | BW   |
| Hauptstraße 80c 52° 28′ 4″ N, 8° 22′ 34″ O | Wirtschaftsgebäude       |                                    | 34437167 | BW   |
| Hauptstraße 80d 52° 28′ 3″ N, 8° 22′ 34″ O | Wirtschaftsgebäude       |                                    | 34437190 | BW   |
| Hauptstraße 80d 52° 28′ 3″ N, 8° 22′ 36″ O | Mauer                    |                                    | 34437213 | BW   |
| Hauptstraße 88 52° 28′ 3″ N, 8° 22′ 37″ O  | Gefängnis                |                                    | 34437352 | BW   |
| Hauptstraße 88 52° 28′ 3″ N, 8° 22′ 38″ O  | Wohnhaus                 |                                    | 34437328 | BW   |

### Einzelbaudenkmale
| Lage                                             | Bezeichnung         | Beschreibung   | ID       | Bild |
| ------------------------------------------------ | ------------------- | -------------- | -------- | ---- |
| Obere Bergstraße 144 52° 26′ 50″ N, 8° 22′ 42″ O | Gaststätte          | Hann. Berghaus | 34437516 | BW   |
| Hauptstraße 53 52° 28′ 9″ N, 8° 22′ 36″ O        | Synagoge            |                | 34436960 | BW   |
| Hauptstraße 72 52° 28′ 11″ N, 8° 22′ 36″ O       | Zollhaus            |                | 34437045 | BW   |
| Hauptstraße 63 52° 28′ 7″ N, 8° 22′ 38″ O        | Wohnhaus            |                | 34436983 | BW   |
| Hauptstraße 67 52° 28′ 6″ N, 8° 22′ 38″ O        | Spritzenhaus        |                | 34437006 | BW   |
| Hauptstraße 75 52° 28′ 5″ N, 8° 22′ 39″ O        | Kirche              |                | 34437070 |      |
| Hauptstraße 83 52° 28′ 3″ N, 8° 22′ 39″ O        | Apotheke            |                | 34437282 | BW   |
| Hauptstraße 85 52° 28′ 2″ N, 8° 22′ 39″ O        | Wohn-/Geschäftshaus |                | 34437307 | BW   |
| Hauptstraße 92 52° 28′ 2″ N, 8° 22′ 37″ O        | Wohnhaus            |                | 34437375 | BW   |